# Cymonomoides fitoi
Cymonomoides fitoi is een krabbensoort uit de familie van de Cymonomidae. De wetenschappelijke naam van de soort is voor het eerst geldig gepubliceerd in 2000 door Lemaitre & Bermudez.